# Lee Gi-kwang
Lee Gi-kwang (en hangul, 이기광; en hanja, 李起光; Gwangju, 30 de marzo de 1990), también conocido como Gikwang, es un cantante y actor surcoreano. Es miembro de la banda Highlight.

## Biografía
Gi-kwang nació el 30 de marzo de 1990, en Gwangju, Corea del Sur.
En enero del 2019 se anunció que comenzaría su servicio militar obligatorio Centro de Entrenamiento del Ejército de Corea en Nonsan (en inglés: "Korea Army Training Center") en abril del mismo año, el cual finalizó el 17 de noviembre del 2020.
El 12 de abril de 2022, su agencia anunció que había dado positivo en COVID-19, por lo que se encontraba tomando las medidas pertinentes para su pronta recuperación.

## Carrera
Es miembro de la agencia Around US Entertainment. Previamente formó parte de la agencia Cube Entertainment.

### Primeros años
Inicialmente no contaba con el respaldo de su familia para iniciar una carrera como cantante, sin embargo, logró pasar una audición y se convirtió en aprendiz. Luego de un tiempo, fue eliminado de la agencia a la que ingresó, pero logró ser transferido a una agencia nueva, que estaba formándose, llegando a ser su primer aprendiz.

### Música (Debut: 2009 - presente)
Lee Gi Kwang ingresó como aprendiz a JYP Entertainment y estuvo entrenando por un periodo de 4 años antes de ser transferido a Cube Entertainment. Debutó como cantante bajo el seudónimo de AJ, lanzado su primer miniálbum First Episode: A New Hero. Hizo su primera aparición en el programa musical M! Countdown el 2 de abril de 2009. Tuvo un programa de televisión que duró dos episodios que mostraba su preparación para debutar, el programa salió al aire el 9 de mayo de 2009 a través de MTV Korea. Fue nombrado por la prensa como el sucesor de Rain. El 17 de junio de 2009, AJ fue el telonero para el concierto de Lady Gaga en Corea del Sur. 
El nombre "AJ", no sólo es común en Corea del Sur, sino también en el extranjero, y creó disputas entre internautas quienes expresaron su insatisfacción con el nombre elegido, debido a que se confundía con el miembro del grupo Paran (hoy miembro de U-KISS), también llamado AJ. Cube Entertainment respondió diciendo que el nombre era diferente debido a que significa "Ace Junior". Tiempo después la compañía expresó que se cambiaría el nombre pero no se logró concretar hasta que se anunció que AJ no continuaría como cantante en solitario, si no, se uniría al grupo Beast, quienes se estaban preparando para debutar. Desde el debut del grupo, ha utilizado su verdadero nombre "Ki Kwang".
Meses después de su debut en solitario, Ki Kwang se unió a la banda Beast. El grupo debutó el 16 de octubre en Music Bank. Dentro del grupo, se desempeña como vocalista y bailarín principal.

### Actuación (2009 - presente)
Aparte de su carrera como cantante, Ki Kwang también ha desarrollado actividades como actor. 
En el 2009 interpretó a Kang Sao Ho en High Kick Through The Roof. 
En el 2011 obtuvo un rol en el drama My Princess, así como también interpretó a Jo Ma Roo en el drama Me Too, Flower!.
El 3 de agosto de 2015 volvió a aparecer en la pantalla chica con el drama Mrs. Cop, donde interpretó al detective más joven de un equipo de policías.
En marzo del 2018 se anunció que se uniría al nuevo programa de baile WHYNOT — The Dancer.
En junio se anunció que se había unido al elenco de la serie Lovely Horribly donde dará vida a Sung Joong.

### Presentador (2010 - presente)
En 2010, Ki Kwang fue elegido como presentador del segmento "Hot Brothers" para el programa Sunday Sunday Night. Además condujo el programa Win Win. Se unió a Yoon Doojoon y a IU como presentadores especiales del programa musical Music Core. 
En 2011, Ki Kwang junto a IU fueron elegidos como los nuevos presentadores del programa Inkigayo, en reemplazo de Jung Yonghwa (CNBLUE). Los dos se unieron a Jo Kwon y Sulli (F(x)).
En 2012, fue el presentador para el "K-Pop Super Concert" celebrado en Estados Unidos, y también fue el presentador de los Melon Music Awards de ese año.
Ese diciembre del mismo año participó en el proyecto SBS Gayo Daejeon: The Color of Kpop donde formó parte de la unidad "Dynamic BLACK" junto a Jeong Jin-woon, Hoya, Lee Joon y L.Joe donde interpretaron la canción Yesterday compuesta por Shinsadong Tiger y LE.

## Discografía
Digital Single
- 2019: I
  - "Lonely"[8]

Miniálbum
- 2009: First Episode: A New Hero

## Filmografía

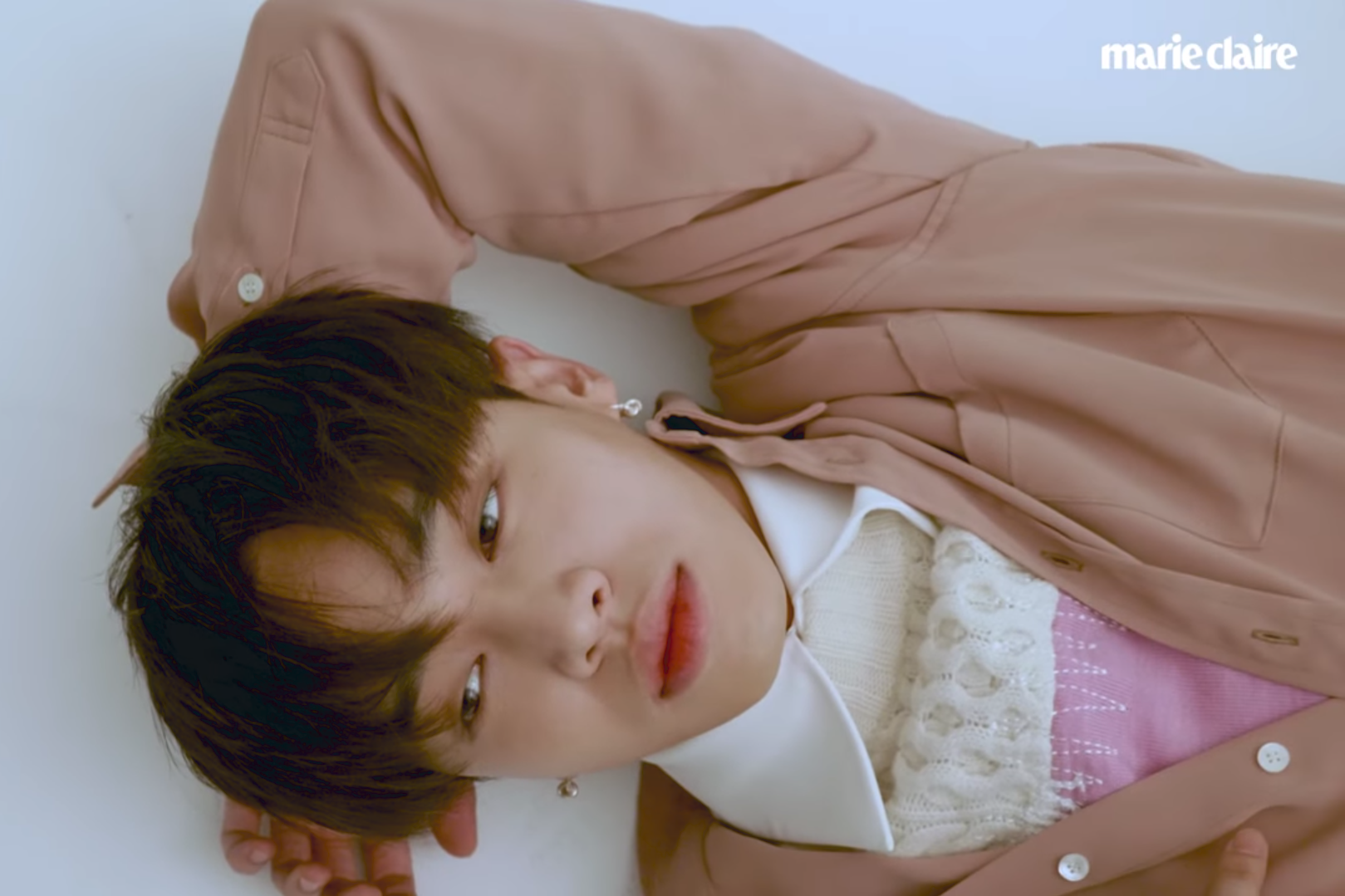
Lee Ki-kwang en 2017

### Series de televisión
| Año  | Título                     | Papel                  | Canal                      | Ref.          |
| ---- | -------------------------- | ---------------------- | -------------------------- | ------------- |
| 2009 | High Kick Through The Roof | Kang Sae Ho            | MBC                        |               |
| 2011 | My Princess                | Geon Lee               | MBC                        |               |
| 2011 | Me Too, Flower!            | Jo Ma Roo/Pollo rosado | MBC                        |               |
| 2013 | My Friend Is Still Alive   | Kyeong Sook            | KBS                        | [ 9 ]         |
| 2014 | 20's (Twenty Years Old)    | Él mismo               | tvN                        | [ 10 ]        |
| 2015 | Mrs. Cop                   | Lee Se Won             | SBS                        |               |
| 2016 | Monster                    | Kang Ki Tan (joven)    | MBC                        | [ 11 ]        |
| 2017 | Circle                     | Lee Ho-soo             | tvN                        |               |
| 2018 | Lovely Horribly            | Sung Joong             | KBS                        |               |
| 2021 | Muziekwang Company         | MU:PLY                 | serie web - (mockumentary) | [ 12 ]        |
| 2024 | Cásate con mi esposo       | Baek Eun-ho            | tvN                        | [ 13 ] [ 14 ] |

### Películas
| Año  | Título                   | Personaje   | Notas |
| ---- | ------------------------ | ----------- | ----- |
| 2013 | My Friend Is Still Alive | Kyeong-sook |       |
| 2012 | Sammy Adventures 2       | Ricky (voz) |       |

### Programas de variedades
| Año                    | Título                               | Canal      | Notas                                                 |
| ---------------------- | ------------------------------------ | ---------- | ----------------------------------------------------- |
| 2009                   | Diary of AJ                          | MTV        | Programa propio (como AJ)                             |
| 2010                   | Idol Maid                            | MBC        | Invitado                                              |
| 2010                   | Idol Star Athletics Championships    | MBC        | Concursante                                           |
| 2010                   | SHIN PD                              | SBS        | Invitado                                              |
| 2011                   | Exciting Cube TV                     | Mnet Japan | Elenco principal                                      |
| 2011                   | School Variety                       | KBS        | Invitado                                              |
| 2012                   | Running Man                          | SBS        | Invitado (Ep. 127)                                    |
| 2012                   | Invincible Youth 2                   | KBS 2TV    | Invitado                                              |
| 2013                   | Running Man                          | SBS        | Invitado (Ep. 162)                                    |
| 2013                   | Idol Star Athletics Championships    | MBC        | Concursante                                           |
| 2013                   | Crackle Class                        | tvN        | Invitado                                              |
| 2013                   | Happy Together                       | KBS        | Invitado                                              |
| 2014                   | Running Man                          | SBS        | Invitado (Ep. 199)                                    |
| 2014                   | Cool Kiz on the Block                | KBS 2TV    | Invitado                                              |
| 2014                   | Cackling Class                       | tvN        | Invitado                                              |
| 2014                   | Family's Dignity Full House          | KBS 2TV    | Invitado                                              |
| 2014                   | Law of the Jungle in Solomon Islands | SBS        | Elenco principal (Ep. 126 – 130)                      |
| 2014                   | Witch Hunt                           | JTBC       | Invitado                                              |
| 2014                   | Idol Star Athletics Championships    | MBC        | Concursante                                           |
| 2015                   | Infinity Challenge                   | MBC        | Invitado                                              |
| 2015                   | Happy Together                       | KBS        | Invitado                                              |
| 2015                   | Idol Star Athletics Championships    | MBC        | Concursante                                           |
| 2015                   | One Night TV Appearance              | SBS        | Invitado                                              |
| 2015                   | New Life For Children                | MBC        | Invitado                                              |
| 2017                   | I Live Alone                         | MBC        | Ep. 192 - invitado Ep. 191 - miembro                  |
| 2017                   | The Dynamic Duo (Cooperation 7)      | tvN        | miembro                                               |
| 2012, 2013, 2014, 2017 | Hello Counselor                      | KBS2       | 5 episodios - invitado - (Ep. 88, 138, 176, 195, 342) |
| 2018                   | Battle Trip                          | KBS2       | Ep. 81-82 - junto a Doojoon                           |
| 2018                   | WHYNOT — The Dancer                  | JTBC4      | miembro - junto a Eunhyuk                             |
| 2018                   | Dancing High                         | KBS2       | entrenador de baile - junto a Hoya y Lee Seung-hoon   |
| 2019                   | Please Take Care of My Refrigerator  | JTBC       | invitado                                              |
| 2021                   | Knowing Bros (Ask Us Anything)       | JTBC       | invitado - junto a Highlight                          |
| 2022                   | DoReMi Market (Amazing Saturday)     | tvN        | (ep. #205) - invitado                                 |

### Radio
| Año  | Título      | Canal        | Notas       |
| ---- | ----------- | ------------ | ----------- |
| 2021 | Youngstreet | SBS Power FM | DJ especial |

### Presentador
| Año  | Título                             | Canal   | Notas                                                            |
| ---- | ---------------------------------- | ------- | ---------------------------------------------------------------- |
| 2010 | M! Countdown (Especial de Navidad) | Mnet    | co-presentador - junto a Son Dong Woon y Yong Jun yung           |
| 2010 | Hot Brothers                       | MBC     | presentador                                                      |
| 2010 | M! Countdown (Especial de Navidad) | Mnet    | co-presentador - junto a Son Dong Woon y Yong Jun yung           |
| 2010 | Show! Music Core                   | MBC     | co-presentador - junto a Yoon Doo Joon y IU                      |
| 2011 | Inkigayo                           | SBS     | co-presentador - junto a IU, Jo Kwon y Sulli                     |
| 2012 | Inkigayo (Edición especial)        | SBS     | co-presentador - Jung Yong Hwa y Tiffany                         |
| 2012 | Win Win                            | KBS 2TV | co-presentador                                                   |
| 2012 | SBS Kpop Concert in America        | SBS     | co-presentador - junto a Jung Yong Hwa y IU                      |
| 2012 | MelOn Music Awards                 | MBC     | co-presentador - junto a Nam Woo Hyun, Moon Hee Joon y Danny Ahn |
| 2014 | Style Log                          | OnStyle | co-presentador - junto a Gayoon                                  |
| 2017 | 10 Years Difference                | tvN     | co-presentador - junto a Sung Si-kyung                           |
| 2018 | The God of Soccer                  | MBC     | co-presentador - junto a Jeong Jin-woon                          |

### Aparición en videos musicales
| Año  | Canción           | Artista    |
| ---- | ----------------- | ---------- |
| 2010 | «Gift»            | K.Will     |
| 2011 | «I Don't Know»    | Apink      |
| 2011 | «Midnight Circus» | Sunny Hill |
| 2012 | «Heaven»          | Ailee      |

### Revistas / sesiones fotográficas
| Año  | Título           | Notas  |
| ---- | ---------------- | ------ |
| 2020 | Singles Magazine | [ 31 ] |

## Premios y nominaciones
| Año  | Premiación                              | Categoría             | Trabajo nominado | Resultado |
| ---- | --------------------------------------- | --------------------- | ---------------- | --------- |
| 2009 | Inkigayo Mutizen                        | Nuevo Artista (mayo)  | —                | Ganador   |
| 2010 | MBC Entertainment Awards                | Premio de popularidad | Hot Brothers     | Ganador   |
| 2011 | MBC Drama Awards                        | Mejor nuevo actor     | My Princess      | Ganador   |
| 2017 | I-MAGAZINE Fashion Face Award Year 2016 | Asian Male            | N/A              | Ganador   |